# Segundo Castillo
Segundo Alejandro Castillo Nazareno (San Lorenzo, 1982. május 15. –) afrikai származású ecuadori labdarúgó, a mexikói Dorados de Sinaloa középpályása.